# Salkaházi Sára-díj
Nógrád Megye Salkaházi Sára díja olyan egyéneknek és közösségeknek adományozható, akik a megyében vagy a megye érdekében a szociális ellátás és igazgatás, valamint a gyermekvédelem területén kimagasló munkát végeztek, illetve kiemelkedő eredményeket értek el.
Az átadás ideje minden évben a Szociális Munka Napja alkalmából november hónapban megrendezett megyei szintű szakmai rendezvény, melyet a Nemzeti Család- és Szociálpolitikai Intézet Képzési Központja (Salgótarján) rendez.
A díj odaítéléséről a Nógrád Megyei Önkormányzat Közgyűlésének Szociális Bizottsága dönt. Évente legfeljebb három személynek adható. A díjat 1998 óta osztják ki.
A díj emlékplakettje kör alakú, 100 mm átmérőjű, átlag 5 mm vastagságú, bronzból készült kétoldalas plakett; egyik oldalán a szociális ellátást és igazgatást, gyermekvédelmet jelképező dombormű, másik oldalán középen a megye címere, körülötte felirat: „Nógrád Megye Salkaházi Sára Díja”. Alkotója: Pénzes Géza grafikusművész.

## Díjazottak

### 2007
- Dr. Fehér Edit[1]
- Ferences Gondozó Nővérek[2]

### 2006
- Demus Iván[3]
- Horváth Ferencné[4]
- ludányhalászi Ipolypart Ápoló Gondozó Otthon és Rehabilitációs Intézet III. számú gondozási egységének[5]

### 2005
- Bőhm Sándor, a Magyar Vöröskereszt Balassagyarmati Szervezetének területi titkára[6]
- Lakiné Kovács Enikő, a Dr. Göllesz Viktor Rehabilitációs Intézet és Ápoló Gondozó Otthon dolgozója[7]
- Lőrik Józsefné, a felsőpetényi Gyermekotthon igazgatója[8]

### 2004
- Bacsa Istvánné Balassagyarmat Város Polgármesteri Hivatala Szociálpolitikai főmunkatársa
- Odlerné Tiszovszki Mária, Pásztó Város Területi Gondozó Központjának igazgatója
- Verbói Tiborné Nógrádmegyeri Idősek Otthona igazgatója

### 2003
- Rácz Andrásné vezető főtanácsos
- Reménysugár Otthon Fogyatékos Otthoni részlegének 200/3-as csoportja
- Szentpéteri Ferencné szakápolónő

### 2002
- Hajnal Józsefné, a szécsényi Városi Önkormányzat Idősek Ápoló Otthona intézményvezetője
- Huszkó Zsuzsanna, a balassagyarmati Reménysugár Otthon igazgató helyettese
- Kajdy Lászlóné, a balassagyarmati Gyermekjóléti Szolgálat vezetője

### 2001
- Divéki Józsefné, Bátonyterenye Város Családsegítő és Gyermekjóléti Szolgálat vezetője
- Huszár Jánosné, Ludányhalászi Ápoló Gondozó Otthon és Rehab. Int. főnővér
- Serfőző Tamás a bátonyterenyei Ezüstfenyő Idősek Otthona igazgatója

### 2000
- Csányi Katalin, védőnő
- Ezüstfenyő Otthon Mizserfai részlege kollektívája
- László Mária Eszter, szegénygondozó nővér

### 1999
- Csillik Józsefné, a balassagyarmati Városi Idősek Otthona igazgatója
- Füzesi István, a gyermekvédelmi központ igazgatója
- Szvorád Andrásné, a hivatal főtanácsosa

### 1998
- ludányhalászi Ápoló Gondozó Otthon és Rehabilitációs Intézet I. osztály dolgozói kollektívája
- a bátonyterenyei Ezüstfenyő Otthon volt szentkúti részlegének dolgozói kollektívája
- dr. Ponyi Béla, nyugalmazott igazgató